# Kangiqsujuaq
Kangiqsujuaq (en inuktitut ᑲᖏᕐᓱᔪᐊᖅ) es un asentamiento inuit situado en la región de Nunavik, en la región administrativa de Nord-du-Québec (provincia de Quebec, Canadá). Contaba con 750 habitantes en 2016. Anteriormente era conocido como Wakeham Bay. El nombre "Kangiqsujuaq" significa "la gran bahía" en inuktitut.
El pueblo está situado a unos 10 kilómetros al sur del estrecho de Hudson, en la orilla sureste de la bahía de Wakeham, en la península de Ungava. Está comunicado por el pequeño aeropuerto de Kangiqsujuaq.
Los inuit que viven en Kangiqsujuaq explotan los bancos de mejillones de la bahía de Wakeham en invierno aprovechando hábilmente las mareas. Cuando ésta baja en las zonas poco profundas, practican agujeros en el hielo marino. Cuando el agua desciende, bajan por los agujeros y se introducen bajo el hielo para recoger los mejillones.
Los ricos yacimientos minerales de la región de Kangiqsujuaq son de gran interés económico. La búsqueda de depósitos comenzó a realizarse ―al principio de forma irregular― en la década de 1950. En los años setenta y ochenta se extrajo amianto en Purtuniq. En la actualidad funciona una mina de cobre y níquel propiedad de la "Société minière Raglan du Québec"; alrededor del 15% de su mano de obra procede de las comunidades de Nunavik.
A unos 88 kilómetros al suroeste de Kangiqsujuaq y no muy lejos de la mina Raglan se encuentra un cráter causado por el impacto de un meteorito hace 1,4 millones de años, llamado Pingualuit por los inuit. En 2004, la zona que rodea el cráter se convirtió en el primer parque provincial de Nunavik, con lo que quedó excluida de la explotación de recursos minerales.
La seguridad en Kangiqsujuaq corre a cargo de la Policía Regional de Kativik, que comenzó a prestar servicio en 1996.
La única escuela de Kangiqsujuaq es la de Arsaniq, gestionada por la Comisión Escolar de Kativik.
En Kangiqsujuaq se rodó una película de la National Film Board of Canada: Si le temps le permet (en inglés If the Weather Permits). Se trata de un documental personal de la artista Elisapie Isaac estrenado en 2003.

## Historia

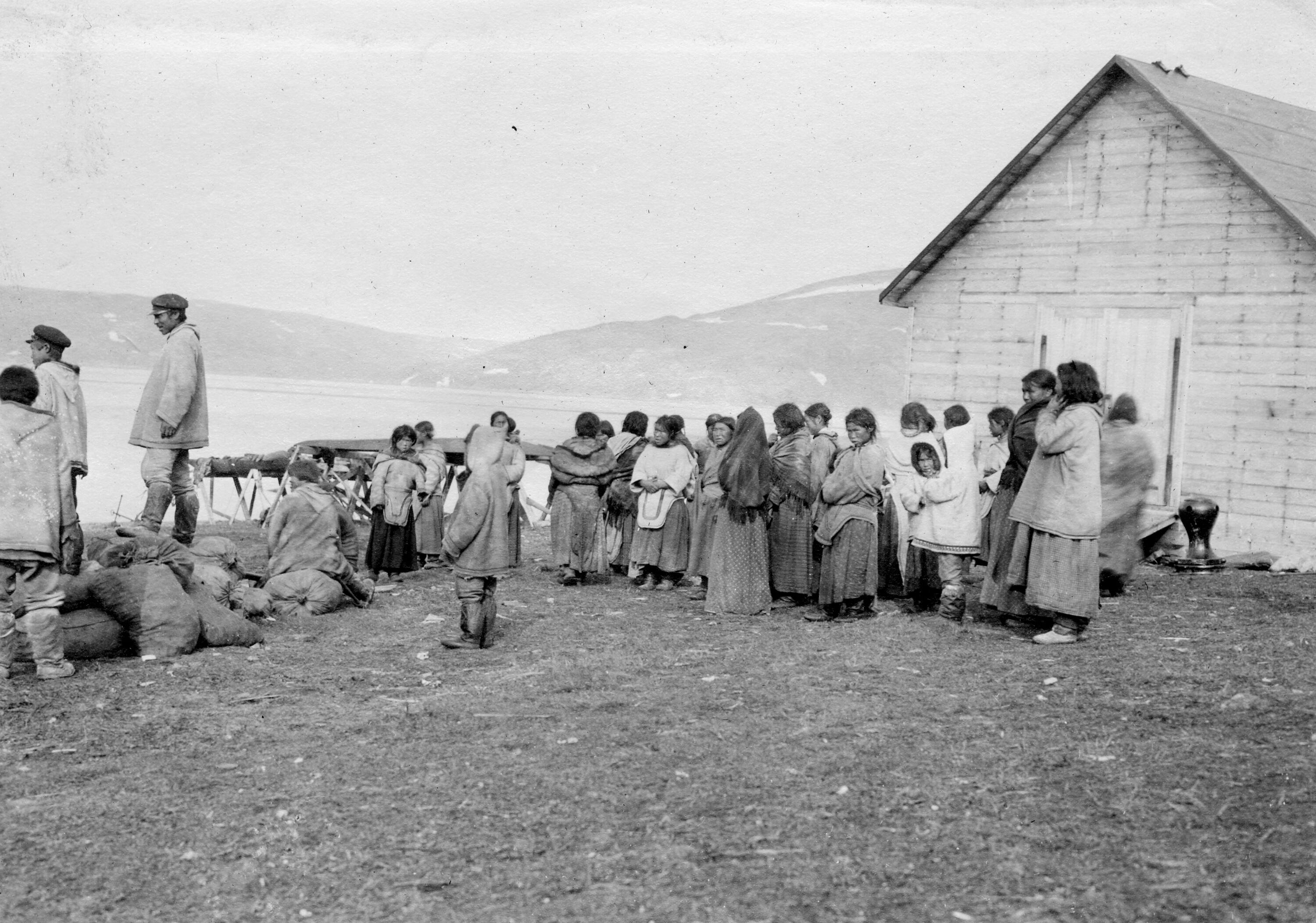
Trabajadores del puesto de la empresa Révillon Frères en 1909

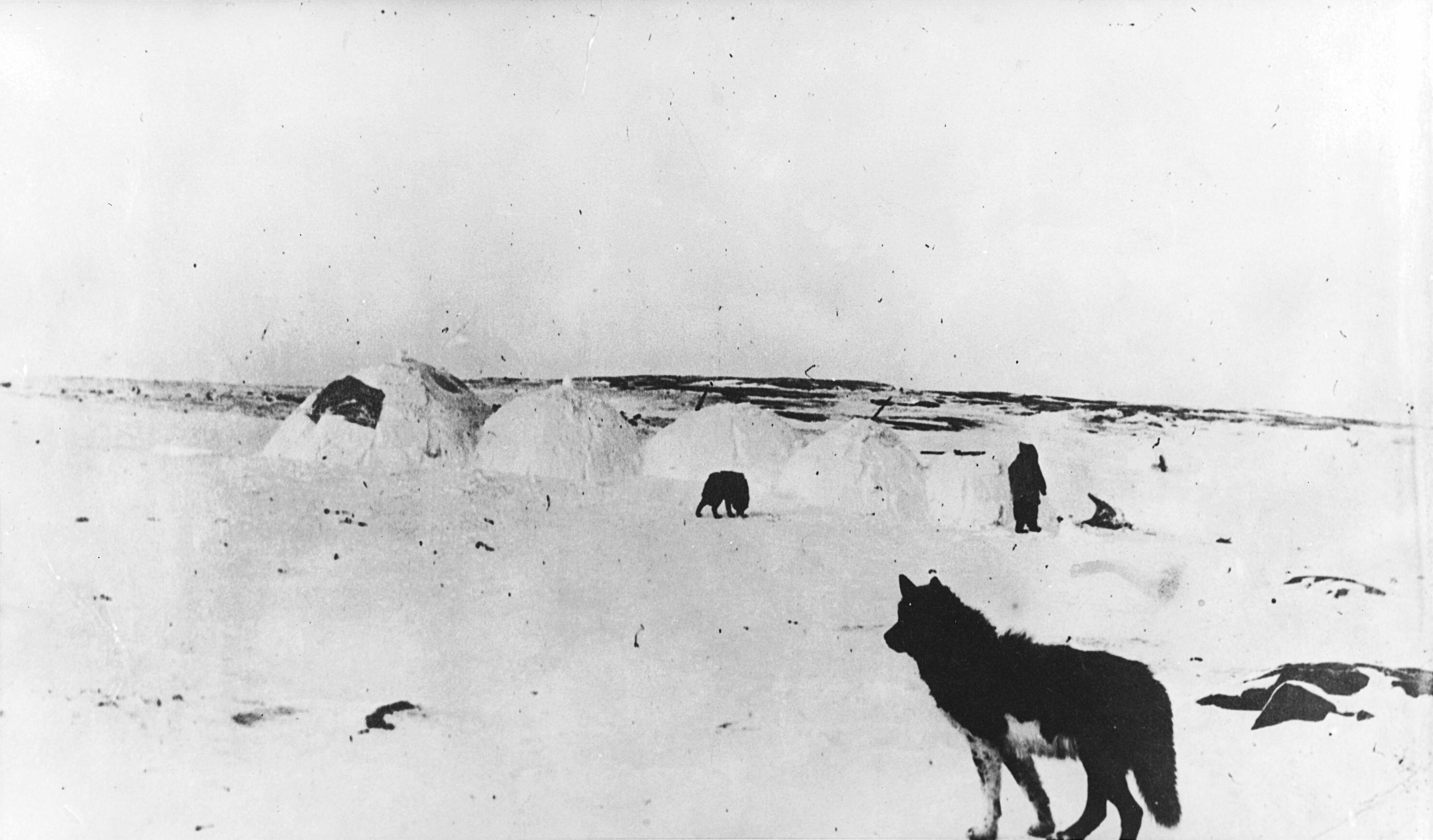
Refugios de nieve en la bahía de Wakeham, hacia 1910

En la región se han encontrado vestigios de la cultura Dorset (de hace unos 1200 años) y de la cultura Thule (de hace unos 800 años).
Con el objetivo de establecer una ruta comercial hacia Europa a través del estrecho de Hudson, el barco de vapor "Neptune", que formaba parte de la Expedición Canadiense de la Bahía de Hudson, llegó a la zona en 1884, e inmediatamente después se estableció una estación meteorológica y de observación del hielo en la cercana bahía de Stupart (llamada Aniuvarjuaq por los inuit). Poco después, surgió el comercio entre los inuit y los canadienses del sur que trabajaban en la estación.
La bahía recibió originalmente el nombre de bahía de Wakeham en honor al capitán William Wakeham, que llegó aquí con una expedición en 1897 para determinar si el estrecho de Hudson era seguro para la navegación. En 1961, el gobierno provincial le dio al asentamiento el nombre francés de Sainte-Anne-de-Maricourt, hasta que se instauró el nombre definitivo de Kangiqsujuaq cuando fue elevado a la categoría de municipio, en 1980.
De 1910 a 1936, la empresa francesa Révillon Frères mantuvo aquí un puesto comercial. En 1914, la Compañía de la Bahía de Hudson abrió otro para competir con ella e instaló una granja de zorros en 1928, pero la abandonó sólo doce años después, en 1940. En 1936, los padres oblatos fundaron una misión católica. A partir de 1955, se construyó el actual asentamiento. En 1960 comenzó a funcionar la primera escuela, a la que siguió el año siguiente un puesto médico. En 1963 se instaló una misión anglicana. A finales de los años 60, los inuit fundaron una cooperativa y abrieron una "Co-op Store" en 1970.

## Demografía
| 235                         | 479 | 536 | 605 | 696 | 696 | 750 |
| (Fuente: Statistics Canada) |     |     |     |     |     |     |